# 남호초등학교 (경북)
남호초등학교는 대한민국 경상북도 영덕군 남정면 남정중화길 38 (남호리)에 있었던 초등학교이다.

## 연혁
- 1937년 3월 7일 남정공립보통학교 부설 남호간이학교 설립인가(남정리 183)
- 1943년 5월 19일 남호공립국민학교 승격 분리
- 1944년 9월 1일 현 위치로 이전
- 1996년 2월 16일 제48회 졸업식(총 3095명)
- 1996년 3월 1일 남호초등학교로 개칭
- 1997년 3월 1일 페교 및 남정초등학교 통폐합

폐교 이후 남호초등학교 교사는 영남대학교 수련원으로 사용되고 있다.